# Lincoln Blackwood
De Lincoln Blackwood is een pick-up van het Amerikaanse automerk Lincoln. Het was 's werelds eerste pick-up uit de topklasse. De wagen werd enkel verkocht in de Verenigde Staten en in Mexico.
De Blackwood is gebaseerd op de Ford F-150 en werd goed onthaald op de North American International Auto Show in 1999. Kort na de voorstelling van deze wagen kwam Cadillac met een gelijkaardige Escalade EXT. Desondanks behaalde laatstgenoemde meer verkoopsucces waardoor Lincoln zijn model na een jaar al terug uit productie haalde.
Zoals de naam al doet vermoeden was de Blackwood enkel met zwarte carrosserie en zwart interieur te verkrijgen. In totaal werden slechts 3.356 modellen geproduceerd waarvan de laatste aan een sterk verlaagde prijs werden verkocht.
In 2006 werd een reproductie van de wagen gemaakt onder de naam Lincoln Mark LT. Hoewel deze ook niet lang in productie bleef behaalde deze meer succes dan de Blackwood door zijn fouten te verbeteren zoals het gebrek aan opties en veelzijdigheid.